# Сараджишвили, Давид Захарьевич
Давид Захарьевич Сараджишвили (Сараджев) (груз. დავით ზაქარიას ძე სარაჯიშვილი; 28 октября 1848, Тифлис, Российская империя — 20 июня 1911, Тифлис, Российская империя) — российский учёный грузинского происхождения, предприниматель и меценат. Основатель нескольких коньячных заводов в Российской империи, среди которых Тбилисский, Кизлярский и Каларашский.

## Биография
Давид Сараджишвили родился 28 октября 1848 года в Тифлисе. Отец — купец Захарий Давидович Сараджишвили (1810—1880). Мать — Елизавета Саванели. Сёстры — Екатерина и Мария. Родители проживали в доме на улице Сергиевской (сейчас — улица Мачабели), где и прошло детство Давида.
В 1866 году он с отличием окончил Первую классическую гимназию Тифлиса. После чего поступил на факультет природоведения Петербургского университета, однако спустя год продолжил обучение в Германии в Гейдельбергском университете. Окончил университет в 1871 году, получив степень доктора химических и философских наук.
После учёбы изучает сельское хозяйство в немецких городах Хоффенхайм и Галле. С 1878 года по 1879 год изучает виноделие во Франции, где знакомится с виноградарем Жаном Батистом Камю, основателем Коньячного Дома Камю, который в дальнейшем помогает Сараджишвили с техническим вооружением для производства коньяка и открывает ему профессиональные тайны как близкому другу. В 1880 году Сараджишвили возвращается в Тифлис и селится в доме родителей на Сергиевской. В мае 1880 года умирает его отец и оставляет наследство в размере 700 тысяч рублей. Осенью 1880 года Сараджишвили женится на Екатерине Ивановне Поракишвили. Супруги в браке детей не имели.
В начале 1880-х годов Сараджишвили путешествует по России, изучая работу предприятий по производству крепкого алкоголя. В 1884-85 года Сараджишвили закладывает фундамент под строительство будущего Тбилисского коньячного завода, который открылся в 1888 году. В 1885 году Сараджишвили вместе со своим тестем Иваном Поракишвили покупает у мещан Измирова, Арещева и Борова винокуренные цеха и создаёт Кизлярский коньячный завод. Также 1885 году в Тифлисе на Ольгинской улице (сейчас — Улица Мераба Коставы) Сараджишвили построил ректификационный завод по перегонке фруктовой и виноградной водки. В 1887 году он в Тифлисе открывает ликёрный завод. В 1894 году он открывает завод в Ереване, в 1895 году в Калараше, а 1896 году в Баку. Также он владел водочным заводом во Владикавказе.

Дом Сараджишвили на улице Сергиевской

Сараджишвили первым на своих предприятиях в Российской империи начал изготавливать коньяк путём выдерживания виноградного спирта в бочках из горного кавказского дуба. Предприятия Сараджишвили занимали почти монопольное положение в Российской империи. Общий объём продукции в 1890 году составлял — почти 218 тысяч бутылок, а в 1910 году — 600 тысяч бутылок.

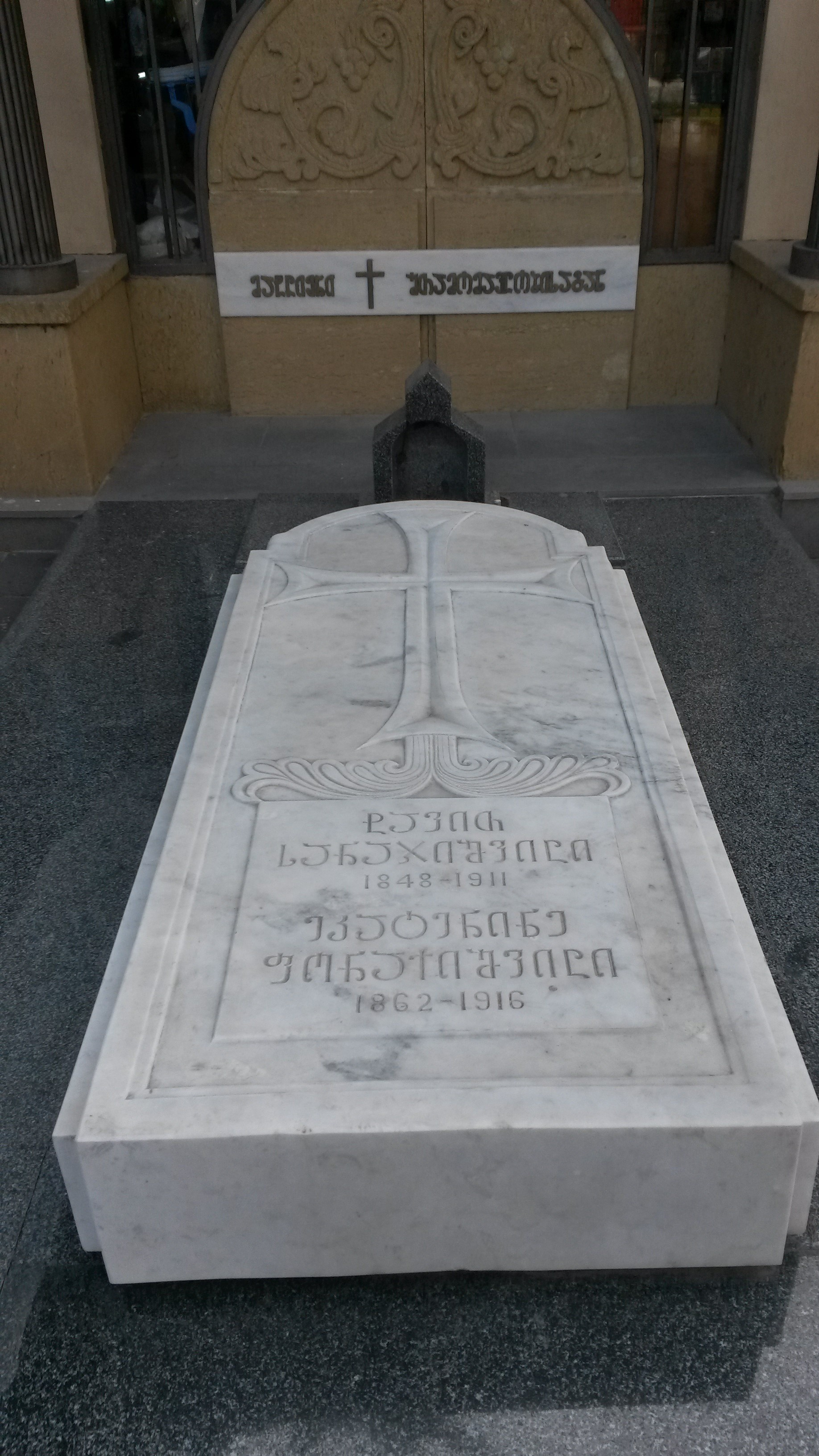
Могила Сараджишвили у церкви Кашвети

В 1902 году Сараджишвили разрушил дом родителей на улице Сергиевской и временно переехал в дом № 3 на улице Фрейлинской (сейчас улица Сулхан-Сабы Орбелиани). Архитектором проекта нового здания, строительство которого было окончено в 1905 году, являлся немецкий архитектор Карл Цаар.
За заслуги в производстве алкогольных напитков Сараджишвили получил звание «Коммерции советник», а в 1913 году его компания получила звание «Поставщик Двора Его Императорского Величества».
В последние годы Сараджишвили был тяжело болен — у него обнаружили рак. Своё предсмертное завещание он нотариально оформил в Ростове-на-Дону. Скончался 20 июня 1911 года. Похоронной комиссией руководил Валериан Гуния. Отпевание прошло в храме Сиони. Одним из тех, кто произносил речь на похоронной процессии, был поэт Акакий Церетели. Тело Сараджишвили было захоронено на Дидубийском пантеоне. В 1938 году прах четы был перемещён на новое место в Ваке. По инициативе учредителя и президента акционерного общества «Сараджишвили» Гуджи Бубутеишвили в 1995 году останки Давида Сараджишвили и Екатерины Поракишвили были перезахоронены у церкви Кашвети.

## Благотворительность
Давид Сараджишвили занимался благотворительностью, поддерживал многих известных грузинских художников и музыкантов. Сараджишвили был инициатором создания комитета под председательством Нико Цхведадзе, который занимался финансированием талантливой молодёжи и выдавал стипендии на получение образования в России и за рубежом. Среди стипендиатов Сараджишвили были композиторы Захарий Палиашвили, Дмитрий Аракишвили, Мелитон Баланчивадзе, Котэ Поцхверашвили, Иа Каргаретели; художники Георгий Габашвили, Моисей Тоидзе, Григол Месхи; скульптор Яков Николадзе; певцы Вано Сараджишвили, Валериан Кашакашвили; учёный Филиппе Гогичашвили; будущий грузинский патриарх Каллистрат. Спонсировал археологические раскопки под руководством Эквтиме Такаишвили. Также Сараджишвили был меценатом строительства здания дворянской гимназии (сейчас — Тбилисский государственный университет).
Оказывал помощь грузинским социал-демократам, в частности в 1910 году, по данным департамента полиции, выделял ежемесячную стипендию в размере 150 рублей политику Ною Жордании.

## Память
В 2002 году в парке Рике по инициативе и на средства АО «Сараджишвили» Давиду Сараджишвили был воздвигнут пятиметровый памятник из бронзы На сегодняшний день памятник стоит в сквере, прилегающем к территории АО «Сараджишвили» — быв. «Коньячный завод» (автор заслуженный художник Грузии Т. Кикалишвили).
В 2005 году, в год 120-летия Кизлярского коньячного завода, на его территории был установлен памятник основателю предприятия — Давиду Сараджишвили.
В 2012 году усадьба Давида Сараджишвили в селе Бакурцихе Гурджаанского района получила статус культурного наследия.
В 2015 году в честь Давида Сараджишвили Кизлярский коньячный завод к своему 130-летию выпустил марку коньяка «Сараджев».

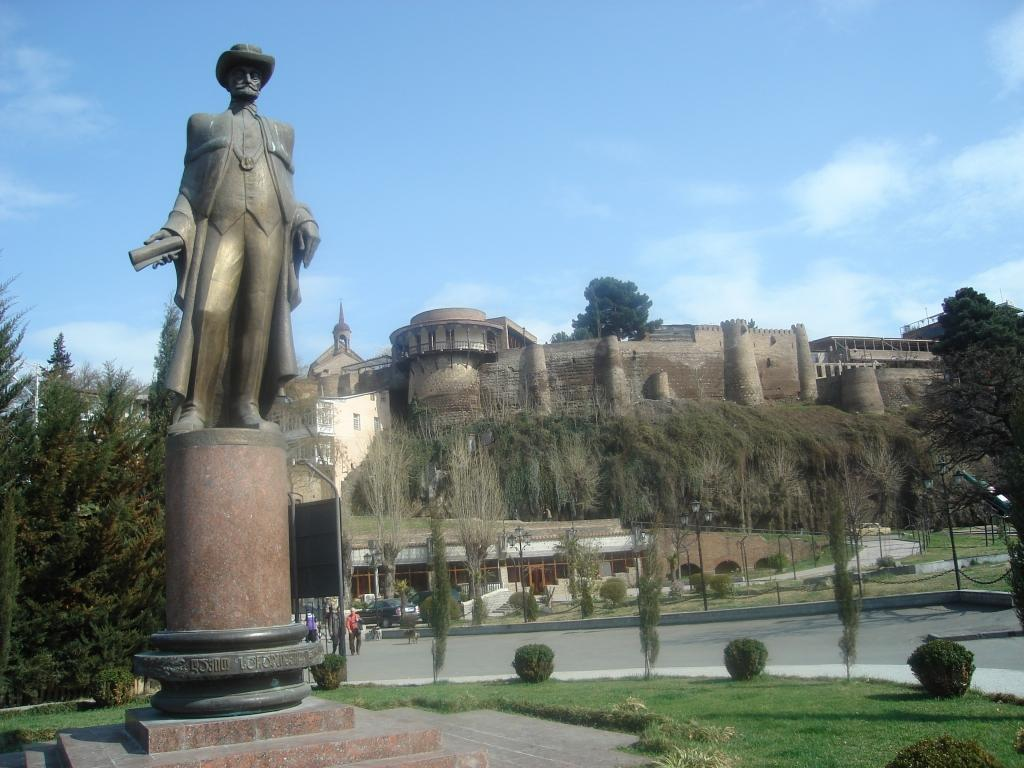
Памятник в парке Рике (2006)
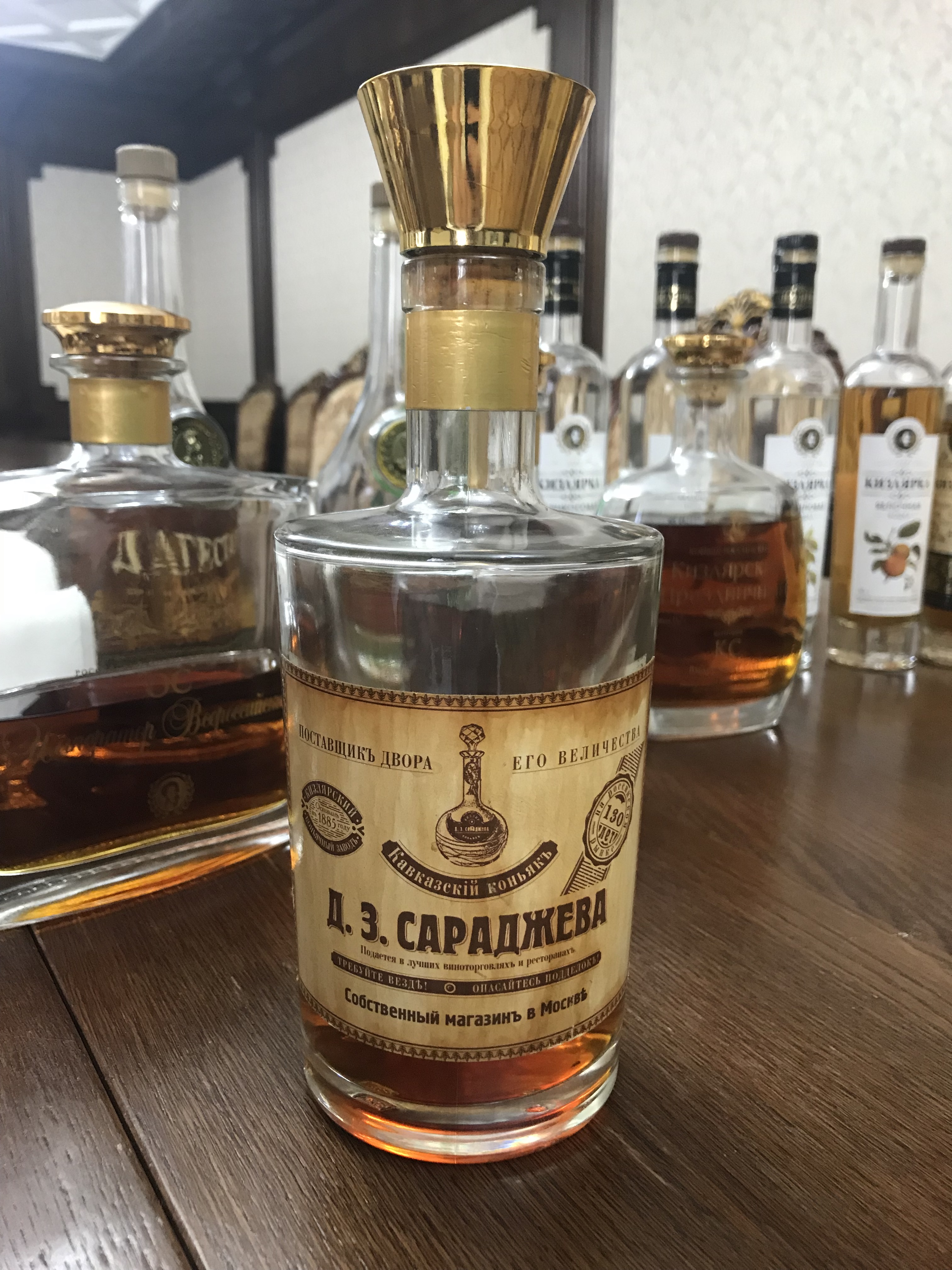
Коньяк «Сараджев» (2018)